# Ридзево-Ґозди
Ридзево-Ґозди (пол. Rydzewo-Gozdy) — село в Польщі, у гміні Мястково Ломжинського повіту Підляського воєводства.
Населення — 68 осіб (2011).
У 1975-1998 роках село належало до Ломжинського воєводства.

## Демографія
Демографічна структура станом на 31 березня 2011 року:
|          | Загалом | Допрацездатний вік | Працездатний вік | Постпрацездатний вік |
| -------- | ------- | ------------------ | ---------------- | -------------------- |
| Чоловіки | 37      | 6                  | 29               | 2                    |
| Жінки    | 31      | 6                  | 24               | 1                    |
| Разом    | 68      | 12                 | 53               | 3                    |